# Dagmar Sacher
Dagmar Sacher (* 1. August 1966 in Erbach im Odenwald) ist eine deutsche Juristin und Richterin am Bundesgerichtshof.

## Leben
Dagmar Sacher begann nach der juristischen Ausbildung ihre Karriere in der Justiz 1996 im höheren Justizdienst des Landes Nordrhein-Westfalen. Als Proberichterin war sie bei dem Landgericht Dortmund, dem Amtsgericht Castrop-Rauxel und als richterliche Mitarbeiterin im Justizprüfungsamt am Oberlandesgericht Hamm tätig. Sie wurde im Juli 1999 zur Richterin am Landgericht Dortmund ernannt. Im März 2004 wurde sie Richterin am Oberlandesgericht Hamm. Neben der richterlichen Tätigkeit beim Landgericht Dortmund und beim Oberlandesgericht Hamm war Dagmar Sacher auch mit Aufgaben der Justizverwaltung befasst. 2008 wurde sie an das Justizministerium Nordrhein-Westfalens abgeordnet. Hiernach gehörte sie am Oberlandesgericht Hamm einem für Baurecht zuständigen Zivilsenat an. 2012 wurde sie Vorsitzende Richterin am Oberlandesgericht und leitete dann einen für Familienrecht zuständigen Senat des Oberlandesgerichts Hamm. Neben ihrer richterlichen Tätigkeit verfasste sie Beiträge zum von Rolf Kniffka und Wolfgang Koeble herausgegebenen Kompendium des Baurechts.
Im Alter von 48 Jahren wurde sie im November 2014 Richterin am Bundesgerichtshof. Sie wurde dem vornehmlich für das Bau- und Architektenrecht zuständigen VII. Zivilsenat des Bundesgerichtshofs zugewiesen.